# Crazy Taxi: Catch a Ride
Crazy Taxi: Catch a Ride es un videojuego de carreras de acción para Game Boy Advance, parte de la serie Crazy Taxi. Fue desarrollado por Graphic State y publicado por THQ. Este juego es un intento de trasladar el Crazy Taxi original a Game Boy Advance, con dos ciudades (una desbloqueable), nueve minijuegos Crazy Box y los cuatro taxis de la juego original.

## Jugabilidad
El objetivo principal del jugador es ganar la mayor cantidad de dinero posible como taxista. El jugador selecciona una de las dos ciudades para jugar, donde maniobra alrededor de la ciudad para encontrar pasajeros para su taxi. Los jugadores reciben dinero en función de; lo divertido que fue el viaje para el pasajero, los saltos dentro del mapa, la conducción cerca del tráfico, el derrape y la rapidez con la que se realiza el viaje en taxi. Los jugadores pueden elegir entre cuatro personajes, Axel, B.D. Joe, Gena y Gus. Además del juego principal, también hay nueve minijuegos diferentes disponibles para jugar. El juego también cuenta con múltiples ranuras de guardado por cartucho, lo que permite al jugador guardar su progreso a través del juego.

## Desarrollo y lanzamiento
Crazy Taxi: Catch a Ride fue desarrollado por Graphic State. El juego fue anunciado originalmente por THQ en marzo de 2002. Graphic State desarrolló un motor de gráficos 3D para el juego que se denominó "Rush". Uno de los mayores desafíos para Graphic State fue recrear el entorno de la ciudad y el tráfico en las calles. Debido a problemas de licencia, el juego no pudo usar ninguna de las marcas de música o del juego original. El juego se lanzó por primera vez en los Estados Unidos el 8 de abril de 2003, y luego lanzado en Australia y Francia el 13 de junio.

## Recepción
Como un intento de portar un juego 3D a un pequeño sistema portátil, Crazy Taxi: Catch a Ride recibió "críticas generalmente desfavorables" según el videojuego agregador de reseñas Metacritic, principalmente debido a problemas visuales.
En una revisión más indulgente del juego, IGN le otorgó un puntaje de 6.5 sobre 10 y escribió: "Crazy Taxi: Catch a Ride es definitivamente un juego divertido de GBA, pero tienes que trabajar los gráficos en bloques del juego y la velocidad de fotogramas muy inconsistente y constante". Los críticos también sintieron que los desarrolladores necesitaban usar las fortalezas de Game Boy Advance para llevar el diseño de la consola portátil, "en lugar de intentar recrear la experiencia exacta en forma portátil". Chris Hudak de X-Play escribió que el juego es "simplemente en el lado nervioso, crujiente, lento y vacío".